# Baskervilla
Baskervilla es un género de orquídeas perteneciente a la subfamilia Orchidoideae. Tiene diez especies.

## Dispersión
Alrededor de diez especies terrestres componen este género. Se encuentran en tres áreas aisladas, el sur de América Central, Norte y Este de los Andes y los estados del sureste de Brasil, donde hay sólo una especie, Baskervilla paranaensis, que prefiere los oscuros bosques secundarios, bosques claros o en los desagües donde aparecen restos vegetales.

## Descripción
El género presenta hojas pecioladas basales y larga inflorescencia apical con muchas flores similares a las de Ponthieva pero tienen dos apéndices en el interior de la base del labio petaliforme. 

## Taxonomía
El género fue propuesto por John Lindley y publicado en The Genera and Species of Orchidaceous Plants, 505, en 1840, La especie tipo es Baskervilla assurgens Lindley.
Etimología
Baskervilla nombre genérico en homenaje a Thomas Baskerville, botánico inglés. 

## Especies
1. Baskervilla assurgens Lindl., Gen. Sp. Orchid. Pl.: 505 (1840).
2. Baskervilla auriculata Garay, Opera Bot., B 9(225:1): 208 (1978).
3. Baskervilla boliviana T.Hashim., Bull. Natl. Sci. Mus. Tokyo, B 18: 31 (1992).
4. Baskervilla colombiana Garay, Svensk Bot. Tidskr. 47: 196 (1953).
5. Baskervilla leptantha Dressler, Orquídea (Ciudad de México), n.s., 13: 266 (1993).
6. Baskervilla machupicchuensis Nauray & Christenson, Icon. Orchid. Peruv.: t. 606 (2001).
7. Baskervilla paranaensis (Kraenzl.) Schltr., Repert. Spec. Nov. Regni Veg. 16: 320 (1920).
8. Baskervilla pastasae Garay, Opera Bot., B 9(225:1): 210 (1978).
9. Baskervilla stenopetala Dressler, Bol. Inst. Bot. (Guadalajara) 5: 70 (1998).
10. Baskervilla venezuelana Garay & Dunst., Venez. Orchids Ill. 6: 52 (1976).